# Pestalozziella parva
Pestalozziella parva är en svampart som beskrevs av Nag Raj 1969. Pestalozziella parva ingår i släktet Pestalozziella, divisionen sporsäcksvampar och riket svampar.   Inga underarter finns listade i Catalogue of Life.